# Xanthosia singuliflora
Xanthosia singuliflora är en flockblommig växtart som beskrevs av Ferdinand von Mueller. Xanthosia singuliflora ingår i släktet Xanthosia och familjen flockblommiga växter. Inga underarter finns listade i Catalogue of Life.